# Aphysotes tubericollis
Aphysotes tubericollis là một loài bọ cánh cứng trong họ Cerambycidae.